# Nekróza

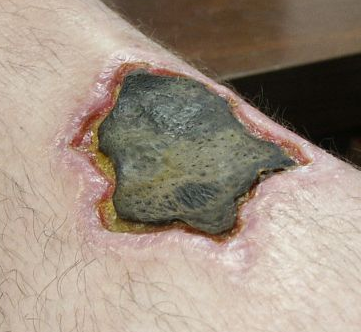
nekróza na noze po kousnutí pavoukem koutníkem

Nekróza (z řecky νεκρός = mrtvý) je intravitální (v živém organizmu) smrt buněk a tkání. Jedná se o souhrn změn pozorovatelných histologicky až v určitém časovém odstupu po biologické smrti buňky. Nekróza postihuje skupiny na sebe navzájem naléhajících buněk a vzniká jako následek nevratného poškození buněk.

## Znaky nekrózy
Typické znaky nekrózy (na rozdíl od apoptózy = programovaná buněčná smrt) [zdroj?]:
- buněčný edém (buňka se nafoukne), vakuolizace;
- pokles bazofílie a vzestup acidofílie plazmy, struktury v ní se ztrácejí;
- karyolýza (rozpuštění buněčného jádra), pokles bazofílie, pyknóza, karyorexe;
- v okolí reparativní zánět.

## Typy nekrózy
- koagulační nekróza – sražení tkáně, která má suchý, tužší a žlutý vzhled, bílkoviny pronikají z cév a dochází ke ztrátě vody – př. infarkt myokardu
- kolikvační nekróza – nekrotická tkáň se zkapalňuje, dochází k prosakování tkáňového moku – př. bílá encefalomalacie, kdy se vytvoří postenecefalomalatická cysta.
- kaseózní nekróza (kaseifikační) – (latinsky caseum = sýr) barvy žluté, konzistence husté smetany, nekróza postihuje buňky i stroma, – př. v průběhu TBC, mikroskopicky je viditelný tzv. chromatinový prach (tzv. poprašková nekróza), kdy dochází k vypadnutí vápenatých iontů a zvápenatění (kalcifikaci).
- hemorrhagická nekróza – př. červená encefalomalacie, červená infarzace střeva, nadledviny nebo plicní infarkt (dochází ke zpětnému toku(refluxu) krve).
- tuková nekróza (liponekróza)
- Zenkerova vosková nekróza – postihuje svaly např. při tyfu[nepřesný odkaz], kdy hrozí přetržení a vnitřní krvácení, svaly se jeví jako povařené či prokrvené.
- fibrinoidní nekróza patří spolu s akutní nekrotizující vaskulitidou mezi následky imunokomplexového poškození. Jde o typický obraz cévy se skvrnitým depozitem ve stěně, který zastiňuje detail buněk ležících pod ním.[2]

## Příčiny nekrózy
Nekrotické procesy způsobí příčiny:
- mechanické – poranění, vibrace, cévní postižení
- termické
  - spálení, přehřátí a následný rozpad bílkovin (nad 42 °C)
  - omrznutí, změny cév z prochlazení
- ionizační
  - elektromagnetickým polem/zářením s dostatečnou energií – UVC, rentgenové záření – rozpad buněčného jádra jako důsledek „tvrdého“ elektromagnetického záření
  - pomalé částicové „záření“ (protony, neutrony, elektrony)
- elektrické – také teplo, ale zde spíše elektrolýza (fyzikálněchemická), porušení buněk elektrickým průrazem nebo následným výbojem (plazma) a mechanickou mikroexplozí
- chemické – poleptání, vzdálená selektivní nekróza v ledvinách způsobená sublimátem
- mikroby, viry, plísně
- hypoxie – nedostatek kyslíku může způsobit infarkt, proleženinu, blokády enzymů
- hormonální – př. u parathormonu
- metabolické – vysoká hladina draslíku (hyperkalémie) působí nekrózu srdečních buněk
- enzymatické – př. nekróza slinivky břišní z předčasné aktivace enzymů
- imunologické, z alergie – aktivací komplementu